# Laure-Minervois
Laure-Minervois é uma comuna francesa na região administrativa de Occitânia, no departamento de Aude. Estende-se por uma área de 39,23 km². Em 2010 a comuna tinha 1 050 habitantes (densidade: 26,8 hab./km²).